# شهرستان جیانچوان
شهرستان جیانچوان (به لاتین: Jianchuan County) یک منطقهٔ مسکونی در چین است که در ولایت خودمختار دالی بای واقع شده‌است. شهرستان جیانچوان ۲٬۳۱۸ کیلومتر مربع مساحت و ۱۷۰٬۰۰۰ نفر جمعیت دارد.